# Nielsen Elias
Nielsen, właśc. Nielsen Elias Losada (ur. 19 czerwca 1952 w Rio de Janeiro) – piłkarz brazylijski, występujący na pozycji bramkarza.

## Kariera klubowa
Karierę piłkarską Nielsen rozpoczął w klubie CR Vasco da Gama. Później występował w Botafogo FR i Fluminense FC. W 1973 występował w Figueirense FC. W Figueirense 9 września 1973 w przegranym 0-2 meczu z Fortalezą Nielsen zadebiutował w lidze brazylijskiej. W latach 1974–1976 ponownie występował we Fluminense. Z Fluminense dwukrotnie wywalczył mistrzostwo stanu Rio de Janeiro – Campeonato Carioca w 1975 i 1976 i 1974.
W latach 1978–1979 występował w CR Flamengo, z którym dwukrotnie zdobył mistrzostwo stanu Rio de Janeiro w 1978 i 1979. W barwach Flamengo 23 lipca 1978 w przegranym 0-1 meczu z Noroeste Bauru Nielsen po raz ostatni wystąpił w lidze brazylijskiej. Ogółem w lidze brazylijskiej wystąpił w 22 spotkaniach.

## Kariera reprezentacyjna
W 1972 roku Nielsen uczestniczył w Igrzyskach Olimpijskich w Monachium. Na turnieju Nielsen wystąpił we wszystkich trzech meczach grupowych reprezentacji Brazylii z Danią, Węgrami i Iranem.